# Mare Cimmerium
Mare Cimmerium  è una caratteristica di albedo della superficie di Marte.